# Jean-Marie-Joseph Coutelle

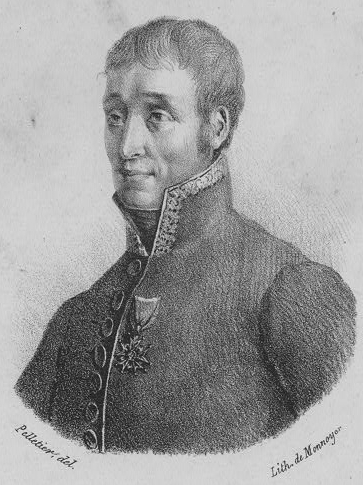
O engenheiro Jean-Marie-Joseph Coutelle.

Jean-Marie-Joseph Coutelle (✰ Le Mans, 03 de janeiro de 1748; ✝ 11º arrondissement de Paris, 20 de março de 1835) foi um engenheiro e cientista francês pioneiro em balões. Foi ele quem sugeriu ao Institut d'Égypte o uso de um balão para transportar um dos obeliscos de Luxor para a França.